# Грир, Генри
Генри Кирк Грир (англ. Henry Kirk Greer; 11 октября 1899, Нью-Йорк, Нью-Йорк — 20 июля 1978, Хайаннис, Массачусетс) — американский хоккеист на траве, полузащитник; функционер. Бронзовый призёр летних Олимпийских игр 1932 года.

## Биография
Генри Грир родился 11 октября 1899 года в американском городе Нью-Йорк.
В 1922 году окончил колледж Уильямс, в 1925 году — Гарвардскую юридическую школу.
Стал успешным юристом в Нью-Йорке. Параллельно был музыкантом-любителем, играл на тенор-банджо с оркестрами Бобби Кондона и Эдди Хакетта, основал джазовое общество «Кейп-Код».
Работал в Олимпийском комитете США. В 1931 году основал Ассоциацию хоккея на траве США, был её президентом почти 30 лет. Руководил олимпийской комиссией по хоккею на траве на четырёх первых Олимпиадах, в которых участвовали американские хоккеисты (1932, 1936, 1948, 1956).
В 1932 году вошёл в состав сборной США по хоккею на траве на летних Олимпийских играх в Лос-Анджелесе и завоевал бронзовую медаль. Играл на позиции полузащитника, провёл 1 матч, мячей не забивал.
Умер 20 июля 1978 года в американской деревне Хайаннис.

## Семья
Сын — Джей Кирк Грир (1929—2000), американский хоккеист на траве. Участник летних Олимпийских игр 1956 года.